# Gediminas-Turm

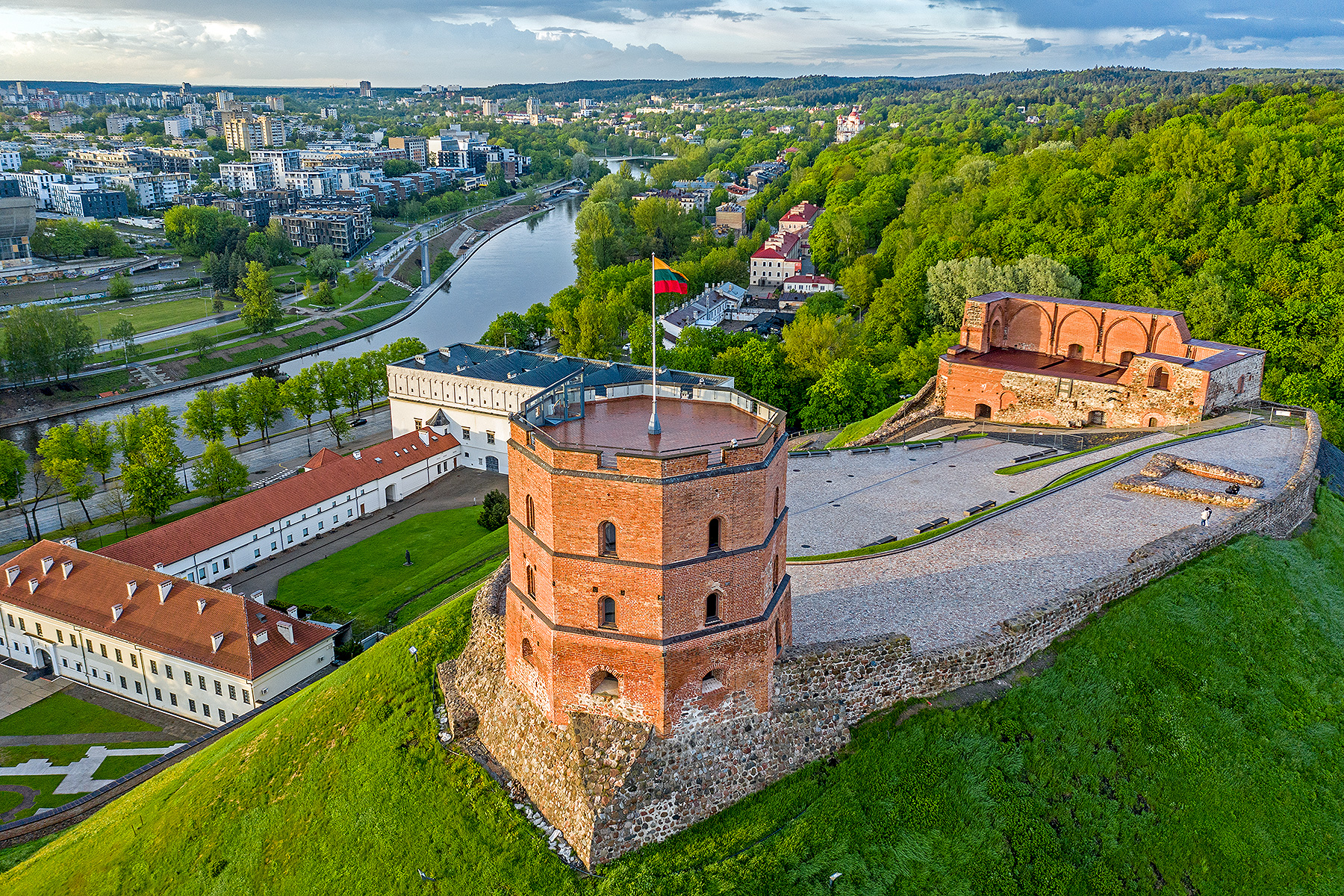
Der Gediminas-Turm

Der Gediminas-Turm ist der einzige erhaltene Eckturm der Anlage der Oberen Burg Vilnius, Litauen.
Der achteckige Turm auf dem 142 m hohen Gediminas-Hügel (Pilies kalnas) ist heute ein Wahrzeichen von Vilnius. Hier ist ein geschichtliches Museum untergebracht, das der Geschichte der Oberen Burg gewidmet ist, die 1323 von Großfürst Gediminas gebaut wurde. Trotz der Rundbögen seiner Fenster ist er ein Bauwerk der Gotik in Litauen. Von der Aussichtsplattform des Turms eröffnet sich ein Rundblick über Vilnius. Es gibt den Schrägaufzug Gedimino kalno zum Gediminas-Turm. Am Neujahrstag 1919 wurde hier erstmals die litauische Fahne gehisst.
Die Hänge unterhalb des Gediminas-Turms sind geologisch instabil. Es besteht die Gefahr von Hangrutschungen. Infolge von erneuten Erdbewegungen im Jahr 2016 wurden umfangreiche Sicherungsmaßnahmen beschlossen. Die Festigungsarbeiten des Nordwesthangs kosteten 3,2 Millionen Euro. 2,9 Millionen Euro wurden für Notfallmanagementarbeiten in anderen Teilen des Berges ausgegeben. Nach den Verträgen im Jahr 2020 werden die Arbeiten auf dem Hügel 2,4 Millionen Euro, die Untersuchung und Projektvorbereitung 2,18 Millionen Euro kosten.